# Élections constituantes de 1945 dans la Vienne
Les élections constituantes françaises de 1945 se déroulent le 21 octobre.

## Mode de scrutin
Les députés sont élus selon le système de représentation proportionnelle suivant la règle de la plus forte moyenne dans le département, sans panachage ni vote préférentiel. Il y a 586 sièges à pourvoir.
Dans le département de la Vienne, quatre députés sont à élire.

## Élus
| Député élu          |  | Parti |
| ------------------- |  | ----- |
| Alphonse Bouloux    |  | PCF   |
| Fernand Maillocheau |  | PCF   |
| Luc Levesque        |  | PPUS  |
| Pierre Abelin       |  | MRP   |

## Résultats

### Résultats à l'échelle du département
| Parti          | Parti                                                                                          | Tête de liste    | Résultats | Résultats | Sièges | Sièges |
| Parti          | Parti                                                                                          | Tête de liste    | Voix      | %         |        |        |
| -------------- | ---------------------------------------------------------------------------------------------- | ---------------- | --------- | --------- | ------ | ------ |
|                | Parti communiste français                                                                      | Alphonse Bouloux | 39 521    | 25,73     | 2      |        |
|                | Défense républicaine et de rénovation nationale (PPUS)                                         | Luc Levesque     | 34 862    | 22,70     | 1      |        |
|                | Mouvement républicain populaire                                                                | Pierre Abelin    | 21 709    | 14,14     | 1      |        |
|                | Parti républicain, radical et radical-socialiste                                               | Georges Piponnet | 17 640    | 11,49     | -      |        |
|                | Section française de l'Internationale ouvrière                                                 | Georges Delaunay | 17 398    | 11,33     | -      |        |
|                | Union des républicains et de défense rurale (Parti républicain, radical et radical-socialiste) | Georges Maurice  | 16 661    | 10,85     | -      |        |
|                | Union démocratique et socialiste de la Résistance                                              | Jean Musso       | 3 220     | 2,10      | -      |        |
|                | Socialiste indépendant                                                                         | Fernand Viaux    | 2 559     | 1,67      | -      |        |
|                |                                                                                                |                  |           |           |        |        |
| Inscrits       | Inscrits                                                                                       | Inscrits         | 204 755   |           | 4      |        |
| Votants        | Votants                                                                                        | Votants          | 158 533   | 77,43     |        |        |
| Blancs et nuls | Blancs et nuls                                                                                 | Blancs et nuls   | 4 963     | 3,13      |        |        |
| Exprimés       | Exprimés                                                                                       | Exprimés         | 153 570   | 96,87     |        |        |